# Arroyo Tortuga
Arroyo Tortuga är en ort i Mexiko.   Den ligger i kommunen San Juan Bautista Valle Nacional och delstaten Oaxaca, i den sydöstra delen av landet, 300 km sydost om huvudstaden Mexico City. Arroyo Tortuga ligger 198 meter över havet och antalet invånare är 202.
Terrängen runt Arroyo Tortuga är varierad. Runt Arroyo Tortuga är det ganska glesbefolkat, med 47 invånare per kvadratkilometer. Närmaste större samhälle är San Juan Bautista Valle Nacional, 18,1 km söder om Arroyo Tortuga. I omgivningarna runt Arroyo Tortuga växer i huvudsak städsegrön lövskog.